# Ernest Lawlars
Ernest Lawlars, né le 18 mai 1900 à Hughes (Arkansas) et mort le 14 novembre 1961 à Memphis (Tennessee), est un guitariste, chanteur, et compositeur de blues, connu sous le pseudo de Little Son Joe.

## Biographie

### Première année à Memphis
Lawlars (parfois écrit « Lawlers », « Lawler » ou « Lawlar ») naît à Hughes, dans l'Arkansas. De 1931 à 1936, il travaille dans les environs de Memphis avec Robert Wilkins, qu'il accompagne dans un enregistrement de 1935. Dans la même session, il enregistre aussi, sous le nom de Son Joe, la première face d'un disque qui ne sortira pas finalement.

### Chicago
À partir de 1939, Lawlars travaille avec sa femme, Memphis Minnie à Chicago. De leur première session d'enregistrement, pour Vocalion en février 1939, sortent six faces créditées à Lawlers et quatre à Minnie. Lawlars enregistre aussi sous son pseudo Son Joe, connaît un succès avec Black Rat Swing, crédité comme « Mr. Memphis Minnie ».

### Retour à Memphis
Lawlars se retire globalement de la musique à partir de 1957 pour des raisons de santé, même si, ayant déménagé à Memphis en 1958, il accompagne Minnie dans des performances régulières le samedi soir au Red Light à Millington, dans le Tennessee, et joue de la batterie sur l'ultime enregistrement de Memphis Minnie en 1959.

### Mort
Lawlars meurt au John Gaston Hospital de Memphis, en novembre 1961, d'une maladie cardiovasculaire, et est enterré au New Hope Cemetery à Walls, dans le Mississippi.